# محطة قطار عين التوتة
محطة عين التوتة هي محطة قطار جزائرية تقع في بلدية عين التوتة بولاية باتنة.

## الموقع في السكك الحديدية
تقع المحطة على ارتفاع 925 متر، عند النقطة الكيلومترية (PK) 111,400 من الخط الممتد من القراح إلى تقرت، حيث تسبقها محطة جامعة الحاج لخضر وتتبعها محطة القنطرة. وهي أيضًا محطة انطلاق الخط من عين التوتة إلى المسيلة حيث تتبعها محطة تيلاطو.

## التاريخ
افتتحت المحطة في عام 1886 عندما افتتح قسم باتنة إلى عين التوتة من خط القراح إلى تقرت.

## خدمة الركاب
تُقدم الخدمة للمحطة بواسطة:
- قطارات المسافات الطويلة:
  - الجزائر – باتنة؛[4]
  - الجزائر – تقرت؛[5][6]
- القطارات الإقليمية للاتصالات:
  - سكيكدة – عين التوتة؛
  - قسنطينة – بسكرة؛
  - عين التوتة – جرمة.[7][8]

## روابط خارجية
- "SNTF". Société nationale des transports ferroviaires (SNTF). مؤرشف من الأصل في 2025-06-02.